# Apoplophora cristata
Apoplophora cristata är en kvalsterart som beskrevs av Sandór Mahunka 1991. Apoplophora cristata ingår i släktet Apoplophora och familjen Mesoplophoridae. Inga underarter finns listade i Catalogue of Life.